# Horrorclown

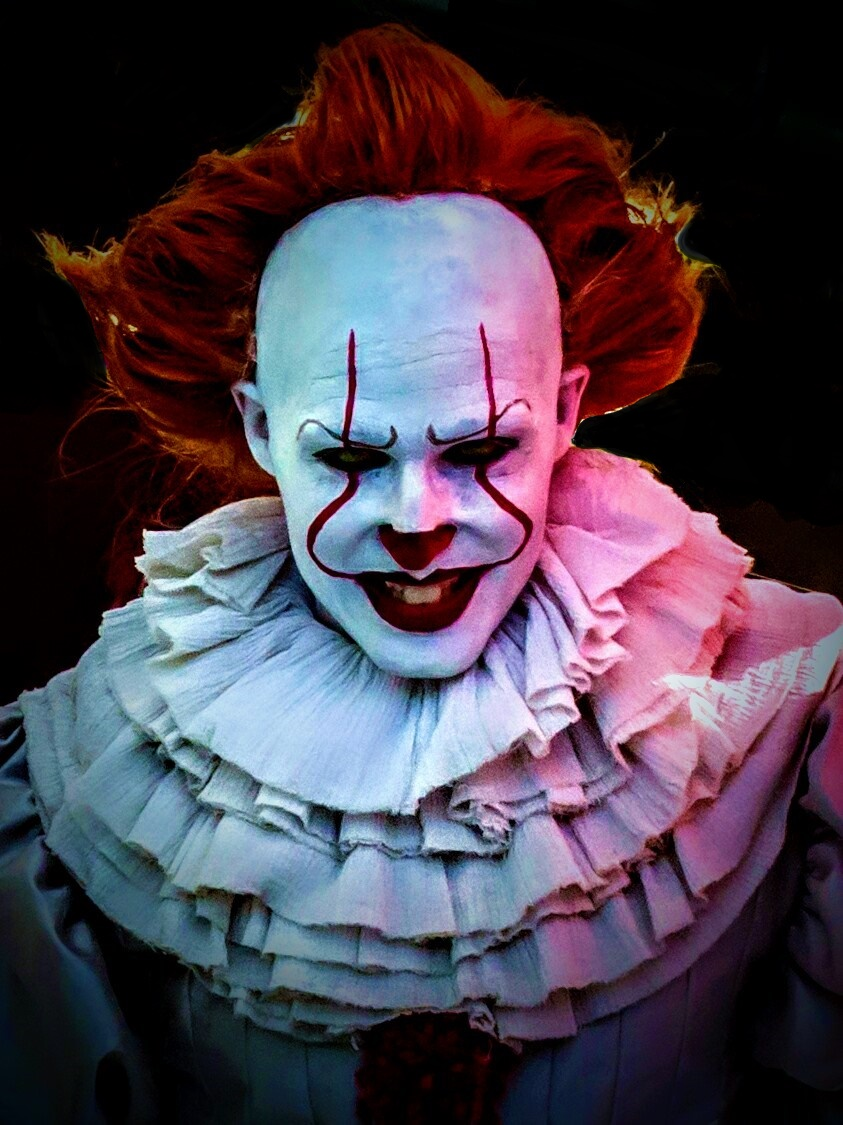
Pennywise, uit de film It

Een horrorclown (beter bekend als killerclown) is iemand die in een clownspak rondloopt met de bedoeling anderen de stuipen op het lijf te jagen. Het is een subtype van de traditionele clown waarbij het concept vergezeld gaat van zwarte humor en horror. Er wordt ingespeeld op elementen van clowns die als angstaanjagend kunnen worden ervaren: onvoorspelbaar gedrag, starre gelaatsuitdrukking, een bleekheid die aan de dood doet denken. Ook wordt een clownspak met schmink of masker als effectieve vermomming gezien waardoor iemand met kwade bedoelingen onherkenbaar in de buurt van kinderen kan komen.
Boosaardige clowns werden al in 19e-eeuwse literatuur beschreven (o.a. Hop-Frog van Edgar Allen Poe, La femme de Tabarin van Catulle Mendès en in Ruggero Leoncavallo's Pagliacci. Een bekendere horrorclown was The Joker uit Batman van DC Comics, die in 1940 zijn intrede deed. Ook in Suske en Wiskeverhalen komen boosaardige potsenmakers voor; de nar Barloef uit Het Drijvende Dorp, en de Joker uit De Kaartendans. In de Final Fantasyreeks kwamen ook horrorclowns voor; de hofnarren Zorn en Thorn uit Final Fantasy IX, en de psychopaat Kefka Palazzo uit Final Fantasy VI. Een andere bekende horrorclown is de Violator uit Spawn van Image Comics, die in 1992 voor het eerst verscheen.
Een belangrijke inspiratie van het verschijnsel is een miniserie uit 1990, waarin kinderen geterroriseerd worden door de clown Pennywise uit de horrorfilm It. Die film is gebaseerd op het boek uit 1986 van Stephen King. De clown Pennywise was door Stephen King gebaseerd op de seriemoordenaar John Wayne Gacy die optrad op kinderfeestjes als Pogo de Clown. Hoewel hij nooit zijn clownsvermomming had gebruikt om de moorden te faciliteren werd de link wel gelegd en kreeg hij de bijnaam ´Killer Clown´. 
Een remake van de gelijknamige film was in 2017 te zien in de bioscoop. Verschillende grappenmakers werden opgepakt en groepen mensen gingen op zoek naar clowns. Er zijn veel ongelukken mee gebeurd, vaak met geweld. De toen 14-jarige Luc sloeg een horrorclown neer in Delft. Horrorclowns zijn vooral een bekend verschijnsel in de Verenigde Staten. Ze krijgen soms een boete. Een bekende horrorclip is Thriller. Ook the smile of Smiley wordt vaak gezien als een van de horrorclowns.